# Östertjärnen (Linsells socken, Härjedalen)
Östertjärnen är en sjö i Härjedalens kommun i Härjedalen och ingår i Ljusnans huvudavrinningsområde.